# 伊勢町 (北秋田市)
伊勢町（いせちょう）は、秋田県北秋田市鷹巣地域にある地名。郵便番号は018-3314。住居表示実施済み。

## 地理
北秋田市北部中央、鷹巣市街地の南東に位置する。伊勢町の面積約半分を秋田県立秋田北鷹高等学校が占める。大部分は住宅地で周辺の地域と比べて道幅が狭い。西端中央を西に向かって都市計画道路 農林高校中岱線が走る。
北は栄、東は鷹巣字西石ノ巻、南は鷹巣字東石ノ巻、西は旭町・宮前町・鷹巣字愛宕下に隣接する。

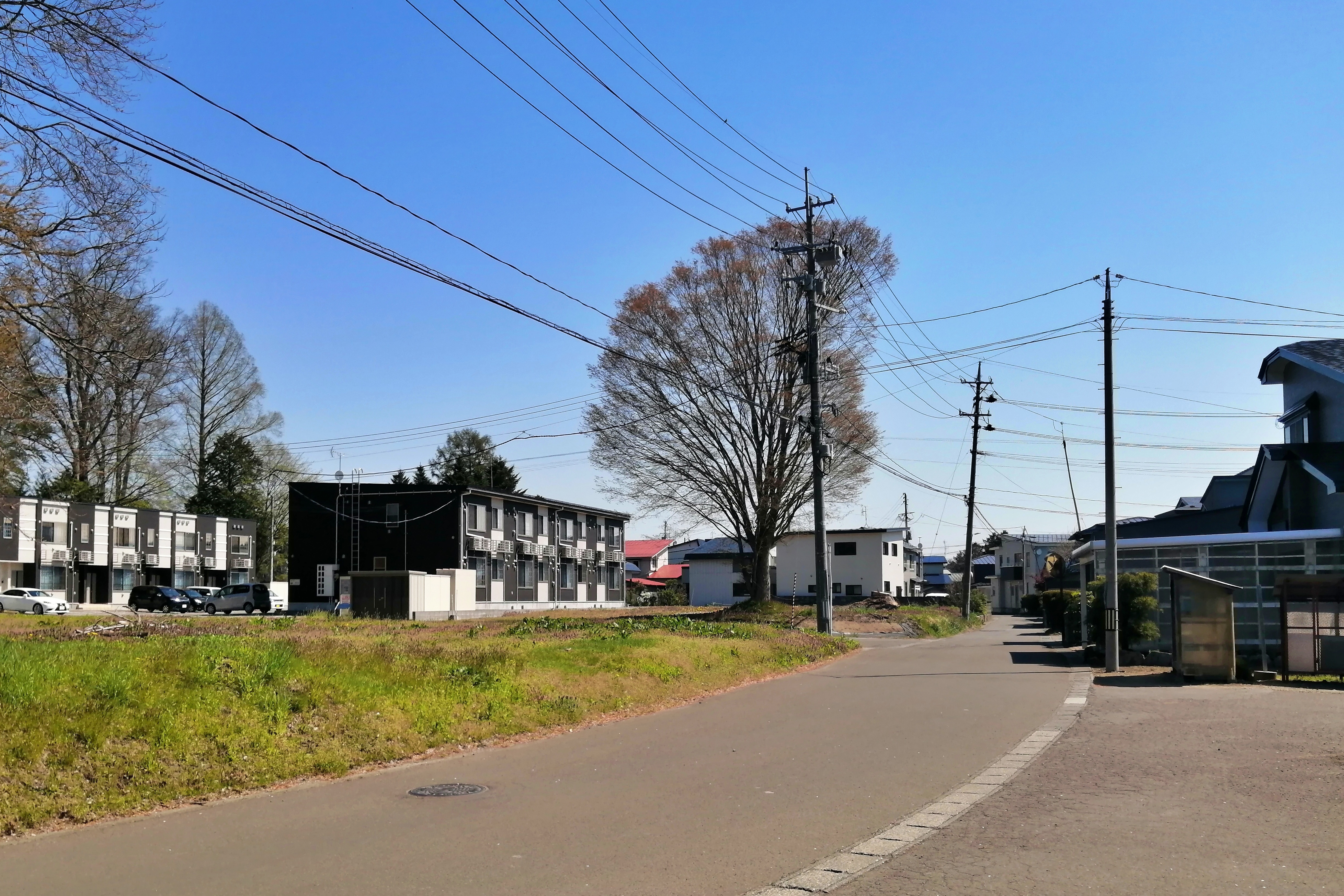
伊勢町児童館周辺

## 歴史

### 沿革
- 1981年（昭和56年）10月1日 - 住居表示実施[1]に伴い、鷹巣字伊勢岱、鷹巣字八幡岱の東側一部、鷹巣字愛宕下の東側一部、鷹巣字大柳岱放添、鷹巣字東大柳岱、鷹巣字西石ノ巻の西側一部の区域[5]をもって伊勢町が設置される。

## 世帯数と人口
2020年（令和2年）10月1日現在の世帯数と人口は以下の通りである。
| 町丁   | 世帯数  | 人口  | 人口  | 人口  |
| 町丁   | 世帯数  | 男    | 女    | 計    |
| ------ | ------- | ----- | ----- | ----- |
| 伊勢町 | 160世帯 | 180人 | 179人 | 359人 |

### 世帯数と人口の変遷
国勢調査による世帯数と人口の推移。
| 1995年（平成07年） | 152世帯 |  |  | 447人 |  |  |
| 2000年（平成12年） | 152世帯 |  |  | 423人 |  |  |
| 2005年（平成17年） | 147世帯 |  |  | 390人 |  |  |
| 2010年（平成22年） | 150世帯 |  |  | 394人 |  |  |
| 2015年（平成27年） | 144世帯 |  |  | 392人 |  |  |
| 2020年（令和02年） | 160世帯 |  |  | 359人 |  |  |

## 小・中学校の学区
市立小・中学校に通う場合、学区は以下の通りとなる。
| 街区 | 小学校               | 中学校               |
| ---- | -------------------- | -------------------- |
| 全域 | 北秋田市立鷹巣小学校 | 北秋田市立鷹巣中学校 |

## 交通

### 鉄道
最寄り駅は松葉町にあるJR東日本奥羽本線・鷹ノ巣駅と隣接する秋田内陸縦貫鉄道秋田内陸線・鷹巣駅である。

### バス
当地域をバス路線は通っていない。最寄りバス亭は、宮前町団地前（市街地循環バス）

## 施設

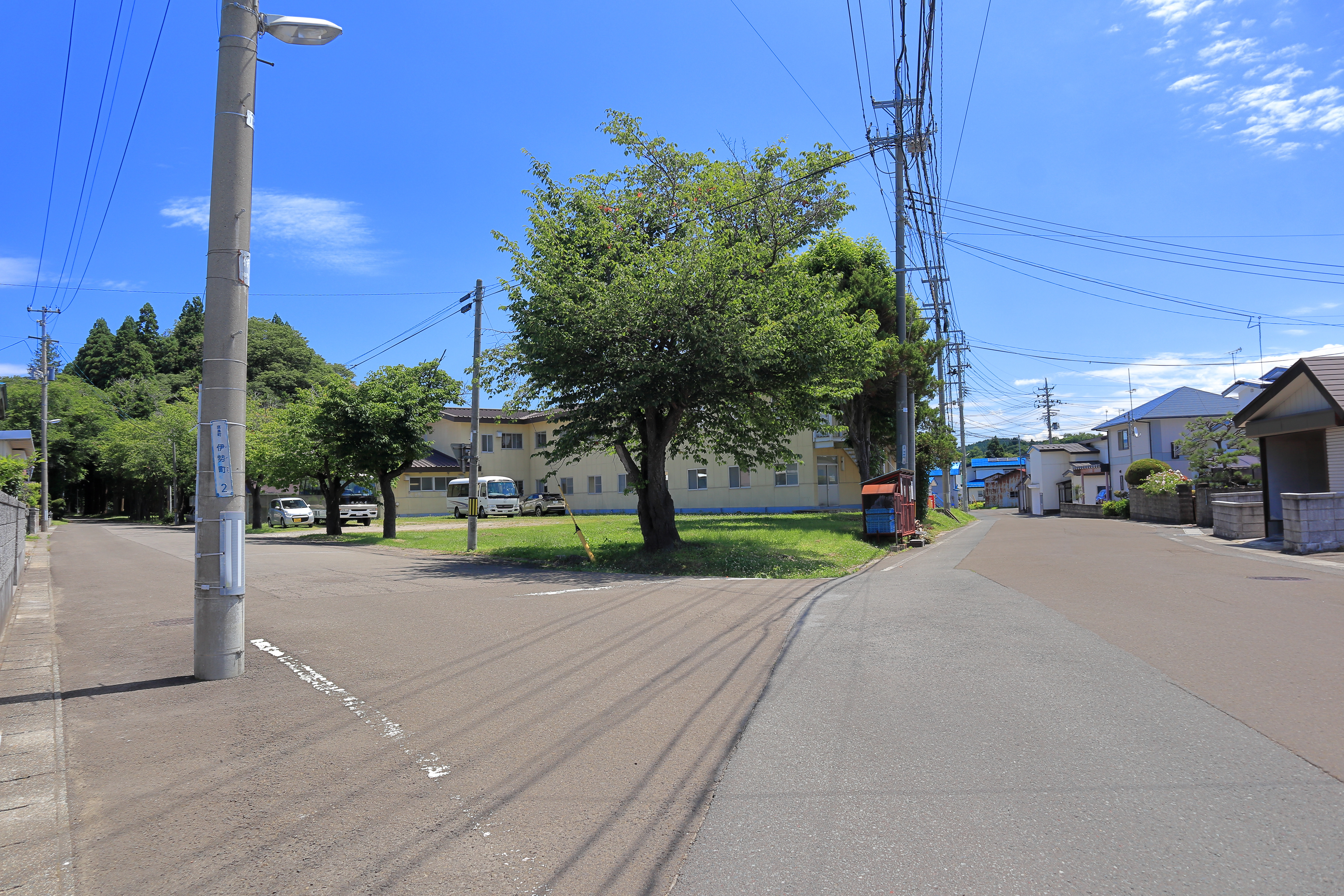
秋田北鷹高等学校 青雲寮周辺

- 伊勢町児童館
- 秋田県立秋田北鷹高等学校
- 秋田北鷹高等学校 青雲寮
- ニシ鉄工有限会社

## 天然記念物
- マイヅルテンナンショウ - 市指定文化財[12]